# Kunt u morgen terugkomen?
Kunt u morgen terugkomen? is een hoorspel van Frans Verbeek. De VARA zond het uit op woensdag 31 oktober 1973 (met een herhaling op woensdag 31 juli 1974). De regisseur was Hein Boele. De uitzending duurde 29 minuten.

## Rolbezetting
- Maria Lindes (het meisje)
- Hans Veerman (de man)
- Hans Karsenbarg (de jongen)

## Inhoud
Dit hoorspel geeft een blik in het leven van een "kleine zelfstandige". Hij handelt in schrijfmateriaal, maar ook mappen, carbonpapier en balpennen met een ingegraveerde firmanaam. In zijn kleine firma werken een jongen, Bart, en een meisje, Ellen. Ze worden voortdurend achter de vodden gezeten en zelfs een bezoek aan het toilet wordt niet getolereerd. In die gespannen sfeer komt er een meisje solliciteren. De man ziet haar nauwelijks. Hij gebruikt haar aanwezigheid om een eindeloze monoloog af te steken, zijn hart te luchten. Hij verwijt daarbij anderen dat ze niet kunnen luisteren. "De mensen luisteren nooit! Ze vangen ergens een paar woorden op, maken er dan hele zinnen van, dat worden weer grote verhalen en ten slotte, aan het eind van het liedje, is er een bericht de wereld in geholpen dat nergens op slaat." Het meisje probeert steeds zijn toespraak te doorbreken. In het begin lukt dat helemaal niet. Pas nadat zij heeft laten vallen dat ze psychologie heeft gestudeerd, krijgt hij wat meer interesse. Zij vertelt hem hoe hij eigenlijk zaken zou moeten doen: kantoor vernieuwen, de dingen grootser aanpakken, meer durven. Aanvankelijk lijkt hij te luisteren. Een brief tussen zijn post brengt hem weer van zijn voornemen af…